# سيباستيان بلانك
سيباستيان بلانك (بالإنجليزية: Sebastian Blanck)‏ هو رسام أمريكي، ولد في 18 يوليو 1976 في نيويورك في الولايات المتحدة.

## وصلات خارجية
- الموقع الرسمي
- سيباستيان بلانك على موقع IMDb (الإنجليزية)
- سيباستيان بلانك على موقع ميوزك برينز (الإنجليزية)
- سيباستيان بلانك على موقع أول ميوزيك (الإنجليزية)
- سيباستيان بلانك على موقع ديسكوغز (الإنجليزية)
- سيباستيان بلانك على موقع قاعدة بيانات الفيلم (الإنجليزية)